# 92
92 (XCII) var ett skottår som började en söndag i den julianska kalendern.

## Händelser

### Okänt datum
- Kejsar Domitianus blir konsul i Rom.
- Sedan Anacletus I har avlidit väljs Clemens I till ny påve (detta år eller 88 eller 91).
- Legionen XXI Rapax krossas av sarmatierna i Pannonien.
- Markomannerna besegras av romarna vid Donau, men underkuvas inte helt.
- Påven Clemens I skriver Prima Clementis efter problemen med det kristna samfundet i Korinth.

## Avlidna
- Dou Xian, kinesisk politiker